# 池谷-張彗星
池谷－張彗星（153P/Ikeya-Zhang）是一顆週期彗星，由日本和中國的兩位業餘天文愛好者發現。

## 發現史
2002年2月1日傍晚，來自中國河南省開封市的天文愛好者張大慶以一台20厘米口徑反射望遠鏡，在鯨魚座發現一顆亮度9等的新彗星，並向國際天文聯會報告；而在日本靜岡縣的天文愛好者池谷薰以一台25厘米口徑反射望遠鏡比他早一個多小時發現。依據國際天文聯會命名規則，由於二人皆為獨立觀測，且發現時間相差不過24小時，因此他們皆被視為發現者，該彗星以二人姓氏命名，編號為C/2002 C1；另外巴西巴伊亞州薩爾瓦多市的天文愛好者保羅·雷蒙多（Paulo Raymundo）也獨立發現此彗星，但因為已超過24小時，因此不獲IAU的認可。

## 軌道
該彗星於2002年3月18日過近日點，最亮時亮度約3.5等；後經觀測計算得出該彗星公轉週期為366.51年，預計下一次通過近日點的時間將在2362至2363年之間。據史載，在1661年2月上旬的夜空，曾出現一顆異常壯觀的彗星，有學者認為這是池谷－張彗星的上一次回歸，其後並得到證實。
江蘇「吳江縣志」卷十五載

「星：順治十八年正月初四（1661年2月2日）夜，彗星見東南，指西北」

江蘇「璜涇志稿」第七卷記錄

「星；世祖順治十八年正月初八（1661年2月6日），彗星見，自東南掃至西北」
日本東亞天文學會的中野主一最初認為，它上一次回歸可能於1532年發生，及後否定這個說法，改為支持1661年的觀點。除中國的記錄之外，波蘭天文學家赫維留（Johannes Hevelius）也曾對1661年出現的光亮彗星作記錄。由於該彗星受到天體引力的攝動，其公轉週期也從341年變為現時的367年。該彗星得到週期彗星編號“153P”，成為擁有正式編號的週期彗星（见周期彗星列表）中，唯一一顆公轉週期超過200年的彗星。
埃德蒙·哈雷認為1532年大彗星與1661年大彗星（C/1661 C1）是同一顆彗星。根據他的預測這顆彗星本應在1788年或1789年左右再次出現，但是彗星並沒有出現。早在1781年，皮埃爾·梅尚就駁斥了當時盛行的理論，認為這兩顆彗星不是同一個物體。池谷-張彗星在2002年出現時，根據初步計算顯示它可能是1532年彗星回歸。然而，科學家確定了更精確的軌道元素後，確定這種說法是站不住腳的。最終天文學家證明池谷-張彗星就是1661年大彗星（C/1661 C1）。中野主一和馬斯登認為池谷-張彗星和1532年大彗星似乎有所關聯。它們可能是同一顆彗星的兩個碎片，其中1532年大彗星是彗核的主要部分。隨著1532年大彗星的回歸（預計在 21 世紀末），這一假設可能會得到證實。
2002年3月至4月期間，卡西尼號太空船可能偵測到彗星尾部的質子，這些數據顯示彗尾長度超過7.5個天文單位，是迄今為止探測到的最長彗尾。

## 外部連結
- 每日一天文圖介紹2002年2月21日、2002年4月4日
- 池谷-张彗星发现專題 （页面存档备份，存于），周興明絲路天文網站
- Comet Ikeya-Zhang Photo Gallery （页面存档备份，存于）(spaceweather.com)
- Comet C/2002 C1 Ikeya-Zhang(Armagh Observatory)

| 週期彗星                   | 週期彗星    | 週期彗星                |
| -------------------------- | ----------- | ----------------------- |
| 前一顆彗星 赫林-勞倫斯彗星 | 池谷-張彗星 | 後一顆彗星 布魯英頓彗星 |
| 週期彗星列表               |             |                         |